# 卡夫尼克
卡夫尼克是羅馬尼亞的城鎮，位於該國北部，距離首府巴亞馬雷33公里，由馬拉穆列什縣負責管轄，面積47.17平方公里，海拔高度760米，受大陸性氣候影響，主要經濟活動是旅遊業，2002年人口5,205。

## 外部連結
- Pictures and landscapes from the Carpathian Mountains（页面存档备份，存于）
- （罗马尼亚文） www.cavnic.ro （页面存档备份，存于）
- （罗马尼亚文） www.orasulcavnic.ro（页面存档备份，存于）